# Pacte Briand-Kellogg
Pour les articles homonymes, voir Briand, Kellogg et Traité de Paris.

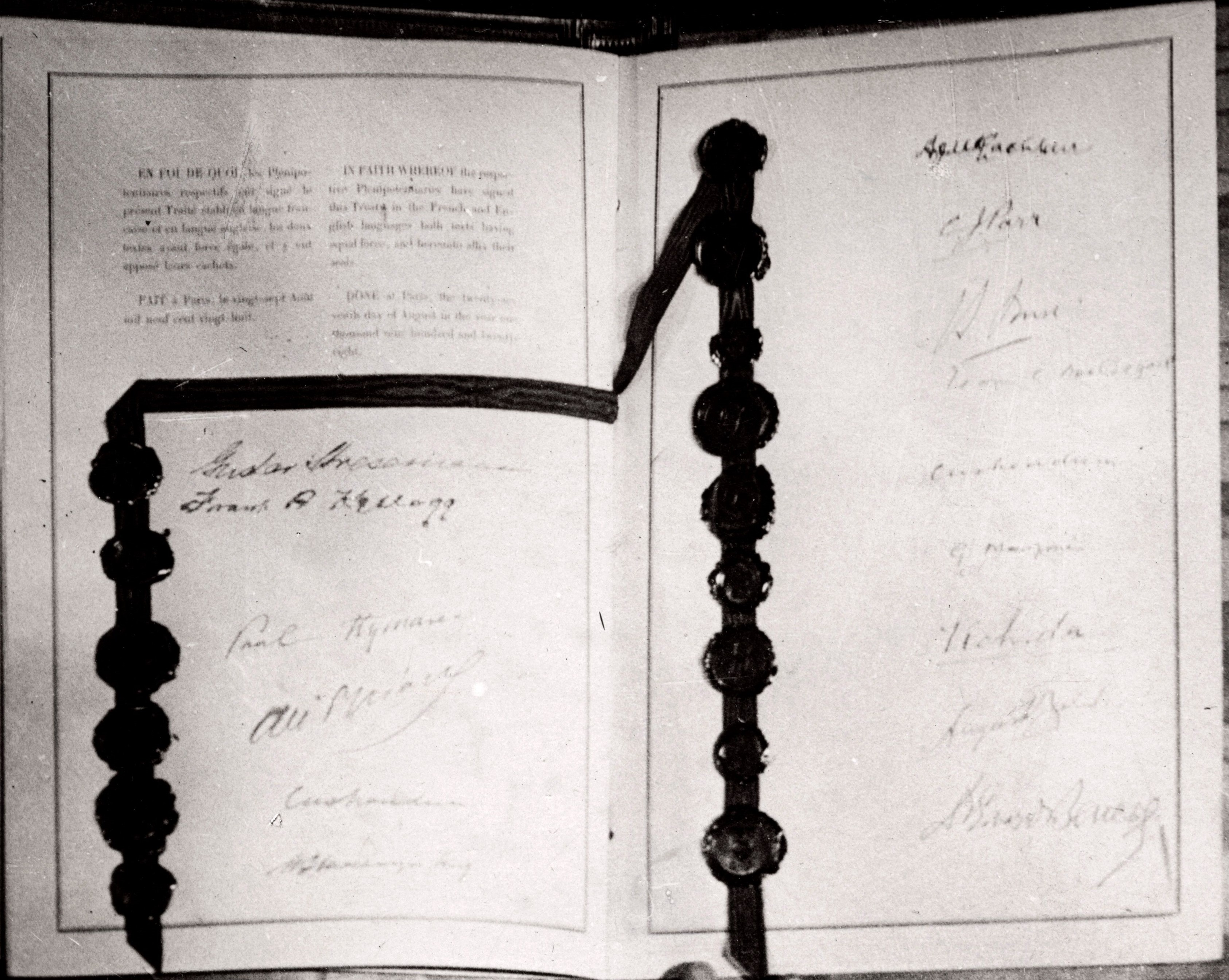
Pacte Briand-Kellogg (1928).

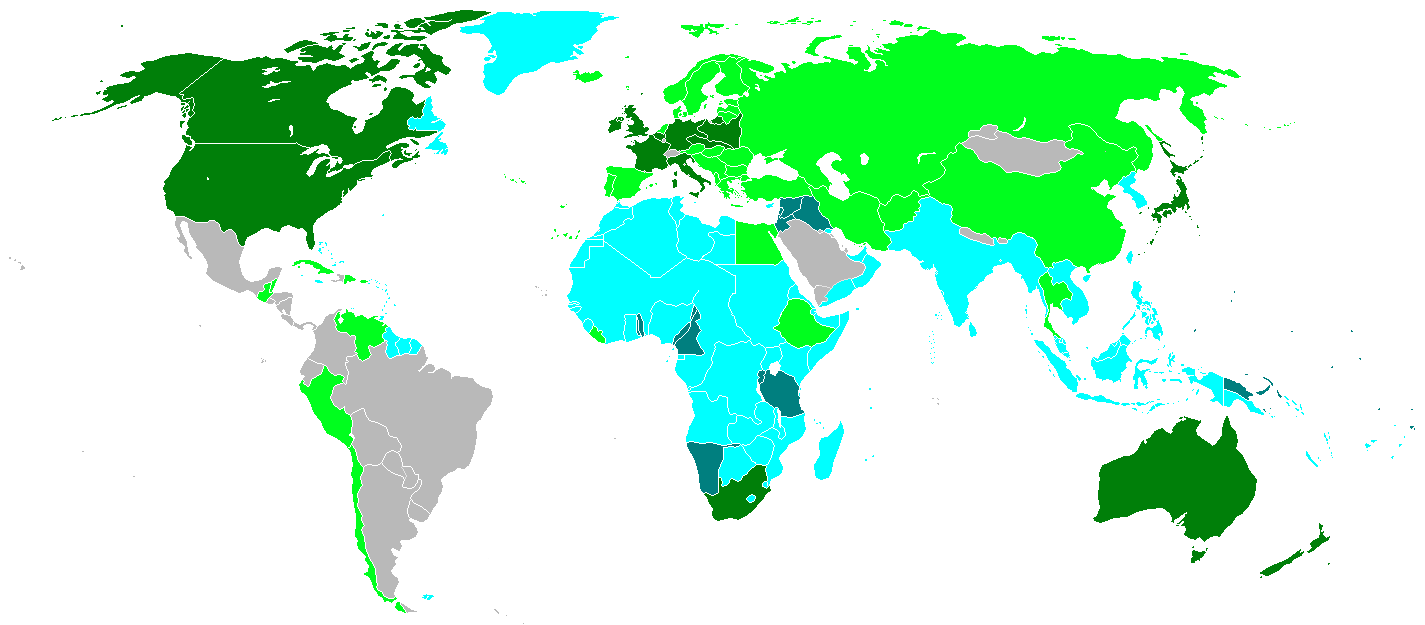
États signataires du pacte. Vert foncé : premiers signataires.
Vert : adhérents suivants.
Bleu clair : territoires des parties.
Bleu foncé : territoires sous mandat de la Société des Nations, administrés par les parties.

Le pacte Briand-Kellogg, ou pacte de Paris, est un traité de paix signé en 1928 par soixante-trois pays qui « condamnent le recours à la guerre pour le règlement des différends internationaux et y renoncent en tant qu'instrument de politique nationale dans leurs relations mutuelles ».
L’initiative de ce pacte revient à Aristide Briand, ministre français des Affaires étrangères, et Frank Kellogg, secrétaire d’État américain. Signé le 27 août 1928 à Paris, il entra en vigueur le 24 juillet 1929. C’est le climat détendu des relations internationales qui permet la signature de ce pacte, par 15 puissances dont la France, les États-Unis, le Royaume-Uni, l'Italie, l'Allemagne et le Japon, pour la renonciation générale à la guerre. Si le pacte est accueilli dans l'enthousiasme aux États-Unis, il suscite une réserve indéniable en Europe.
Le texte avait en principe une portée limitée, dans la mesure où aucune sanction n’était prévue en cas d’infraction, seule une réprobation internationale étant envisagée.

## Contexte de l’élaboration de ce pacte

### Un contexte immédiat d’après-guerre sous tension
Après la Première Guerre mondiale, les Français sont hantés par la crainte d’une revanche allemande ; c’est pourquoi ils recherchent une garantie anglo-américaine. Or cette protection n’est plus : le sénat américain ne ratifie pas le traité de Versailles. De plus, la France veut que l’Allemagne l’indemnise pour les ravages causés par la guerre mais le traité de Versailles ne fait que poser le principe des réparations. Pour les Anglais, contrairement aux Français, l’Allemagne ne présentait aucun danger. Ils souhaitent l’allégement des réparations car ils voient à quel point cela peut poser problème pour la reconstruction économique. En mai 1921, un accord est trouvé entre Français et Anglais pour imposer à l’Allemagne le paiement des réparations d’un total de 132 milliards de marks or. Les négociations sont mises en sommeil après la conférence de Cannes et la chute du président du Conseil français Aristide Briand en 1922. Finalement la question des modalités d’application des réparations a été peu abordée. La conférence de Gênes en avril – mai 1922 n’aboutit à rien : les conceptions occidentales et soviétiques semblent inconciliables. En 1922, on se demande même si ce ne serait pas la fin des réparations. Mais en 1923, Poincaré lance l’occupation de la Ruhr pour paiement des réparations. Les résultats sont plutôt positifs pour la France. L’Allemagne doit stabiliser le mark. C’est sur cette base plus solide que le plan Dawes est mis en place en 1924. Il établit ainsi un état des paiements provisoire mais suffisamment solide pour apaiser les tensions et permettre ainsi le démarrage d’une période de « détente ».

### Phase de détente des années1920: volonté de paix après la guerre
Entre 1924 et 1930, la Société des Nations (SDN) connaît son apogée. En 1924, les relations internationales entrent dans une nouvelle phase : la question du paiement est provisoirement réglée, le dialogue entre l’URSS et les pays européens reprend. Les peuples ont besoin de se reposer moralement et de croire à la paix. La SDN convient bien à cette nouvelle mentalité. L’application de ces principes d’apaisement reste cependant difficile, le Royaume-Uni refuse notamment l’idée d’une action automatique contre un agresseur. Mais l’optimisme prend le dessus malgré ces problèmes, cet optimisme est renforcé par le rapprochement franco-allemand entre Briand et Stresemann incarné dans le pacte de Locarno en 1925. Stresemann a la volonté de faire rentrer l’Allemagne de nouveau dans le concert européen et pour cela de faire évacuer la Rhénanie. Il maintient l’idée d’un nationalisme allemand mais change de méthode. En 1926, l’Allemagne entre dans la SDN avec un discours d’Aristide Briand qui s’exclame : « Arrière les fusils, les mitrailleuses, les canons ! Place à la conciliation, à l’arbitrage et à la paix ! ». Pour Briand, la paix passe par la réconciliation entre la France et l’Allemagne. Ses adversaires (la droite nationaliste) lui ont reproché son absence totale de réalisme et son aveuglement face aux manœuvres de son partenaire. Il faut nuancer cette image d’un Briand idéaliste et pacifiste béat. Il veut éviter que la France se retrouve isolée face à une Allemagne en bons termes avec les Anglo-Saxons et la Russie. Le succès du principe de sécurité collective incarné par la mise en place de la SDN et les accords de Locarno dans un contexte économique favorable, parallèlement à l'affirmation du pacifisme, particulièrement dans les pays anglo-saxons, favorise la progression de l'idée de désarmement. Dix ans après la fin du premier conflit mondial, la France d’Aristide Briand et l’Amérique de Frank Kellogg unissent leurs efforts pour mettre à tout jamais la guerre hors-la-loi. « Plus jamais ça ! » C’est une véritable lune de miel que vivent Paris et Berlin en cette année 1927. Comme l’avait souhaité le président Wilson, la SDN s’est vigoureusement attelée à la construction de la paix universelle.

### Le pacte Briand-Kellogg: fruit de l’accord entre deux hommes pour la paix
Aristide Briand, « l'apôtre de la Paix », souhaite approfondir sa politique de détente européenne par l'intégration des deux grandes puissances, alors absentes de la SDN, les États-Unis et l'URSS. En avril 1927, il prend l'initiative de proposer aux États-Unis, un engagement mutuel de renoncer à la guerre comme moyen de résoudre les différends. Sa proposition, par le biais de la presse, de renoncer mutuellement au droit à la guerre dans le cadre d'un traité de paix reste (du moins du point de vue officiel) longtemps sans réponse. C'est seulement fin décembre que le secrétaire d'État Frank Kellogg prend position sur la proposition de Briand.
Cette proposition s'inscrit dans la continuité de la conférence de Washington à la tête de laquelle six ans plus tôt, Briand avait tenté en vain de rapprocher les États-Unis de la France sur les problèmes de sécurité. Les Américains, qui n’avaient pas ratifié le traité de Versailles et par conséquent son pacte de garantie franco-américain, avaient alors refusé à la France de la suivre dans la voie d’une diplomatie bilatérale. Briand espère que, cette fois-ci, l’accord pourra être obtenu. Briand y voit par ailleurs une possibilité d'assouplir la position américaine dans la rude question des dettes interalliées. La proposition du ministre français des Affaires étrangères, formulée dans un contexte favorable où abondent des propositions similaires (Pologne, Mexique), reçoit un accueil favorable de Kellogg, le secrétaire d'État américain. Celui-ci était d’ailleurs influencé par l’opinion publique américaine, très favorable à ce pacte. Il affirma d’ailleurs dans un discours du 11 juin 1928 : « la force de l’opinion publique dans ce pays et à l’étranger s’est déjà fait sentir ». Mais Kellogg ne veut pas se contenter d'un pacte bilatéral : il fait alors en sorte que Briand accepte l'idée d'un traité multilatéral de renonciation à la guerre, avec les autres grandes puissances qu'étaient l'Allemagne, le Royaume-Uni, l'Italie et le Japon, alors que Briand voyait là un danger pour le système d'alliance et de sécurité de la France. Bien que convaincu de l’inefficacité diplomatique de ce texte, mais parce qu’il veut croire que la philosophie de la paix finira par entraîner durablement la paix elle-même, Briand honore cette signature, salue et défend ce pacte. Il le fait notamment devant le Sénat français, lors de la séance du 15 janvier 1929, dans une intervention devant les parlementaires : « Tout en acceptant, dans le traité d’arbitrage entre la France et les États-Unis, l’insertion de la formule que j’avais proposée, M. Kellogg a pensé – et je l’en félicite, car il s’inspirait d’une très haute pensée – qu’une pareille formule pouvait être également, en vue d’une mise universelle de la guerre hors la loi, étendue à tous les autres pays, et, pour commencer, à un certain nombre d’entre eux, dont le concours immédiat s’imposait ».

## Contenu et significations: événement, acteurs en jeu

### L'événement lui-même et les pays signataires
Les grandes puissances initialement intégrées au projet, outre la France et les États-Unis, sont l'Allemagne, le Royaume-Uni, l'Italie et le Japon. Plus tard, les négociations s'élargissent aux trois puissances restantes du pacte de Locarno que sont la Belgique, la Pologne et la Tchécoslovaquie, ainsi qu'aux dominions britanniques (Australie, Canada, Nouvelle-Zélande, Afrique du Sud) et à l'Inde. Le 27 août 1928, les quinze parties signent donc le pacte au Quai d'Orsay (ministère des Affaires étrangères) à Paris, et le 14 juillet 1929, il entre en vigueur. Les quinze nations sont représentées le plus souvent par leurs ministres des Affaires étrangères, qui se réunissent tous pour la signature. Les plus célèbres d'entre eux sont Gustav Stresemann (Allemagne), Frank Billings Kellogg (États-Unis), Aristide Briand (France), August Zaleski (Pologne), Edvard Beneš (Tchécoslovaquie), William Lyon Mackenzie King (Premier ministre du Canada), James Parr (Nouvelle-Zélande), William Thomas Cosgrave (président du Conseil exécutif d'Irlande) et Paul Hymans (Belgique). 42 nouveaux États suivent le mouvement et décident de ratifier le pacte à leur tour. Hormis les États-Unis, huit États n'appartenant pas à la SDN adhèrent, tels l'Union soviétique, la Turquie et le Mexique. Seuls cinq États (Arabie, Yémen, Argentine, Bolivie et Brésil) refusent d'y souscrire. Ainsi, à peu de chose près, tous les pays du monde le ratifient tout de suite ou avec un délai de quelques années. L'importance du nombre de signataires s'explique par la pression des opinions publiques alors que les diplomates sont beaucoup plus sceptiques. Si le pacte est accueilli dans l'enthousiasme aux États-Unis, il suscite une réserve indéniable en Europe. Mais les États latino-américains s'en tenant éloignés signent finalement le pacte Saavedra Lamas (en), entré en vigueur en 1935, contenant, dans son article premier, les dispositions du pacte Briand-Kellogg, et imposant donc également l'interdiction de la guerre d'agression. Les demandes d'adhésion au pacte sont déposées à Washington (sous la garde du gouvernement des États-Unis) jusqu'en 1939. Il est finalement ratifié par 63 nations. Mais, déjà à partir de 1935, seuls de très petits pays – incapables de mener des guerres – et quelques petites régions asiatiques – dont l'indépendance réelle n'est pas incontestable et qui de toute façon ne participent pas ou que peu à l'élaboration du droit international – ne sont pas liés par le pacte. On peut alors considérer que l'interdiction de la guerre fait désormais partie intégrante du droit international universel. Étant donné que le traité a été négocié et conclu en dehors de la SDN institutionnalisée, il a conservé sa validité même après la fin de la SDN. Le traité ne contient pas de clause de résiliation ; il est donc valable pour une durée illimitée. À noter qu'une initiative du ministre soviétique des Affaires étrangères Litvinov mena à une entrée en vigueur anticipée (avant le délai) du traité en Europe de l'Est via le « protocole Litvinov (en) » du 9 février 1929.

### Signature

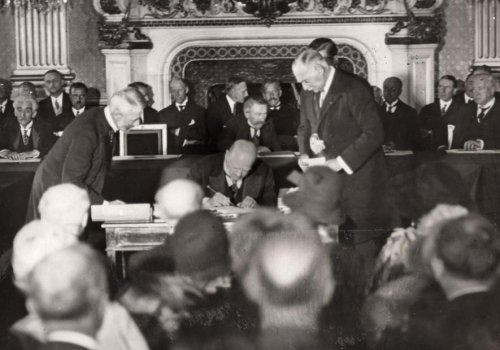
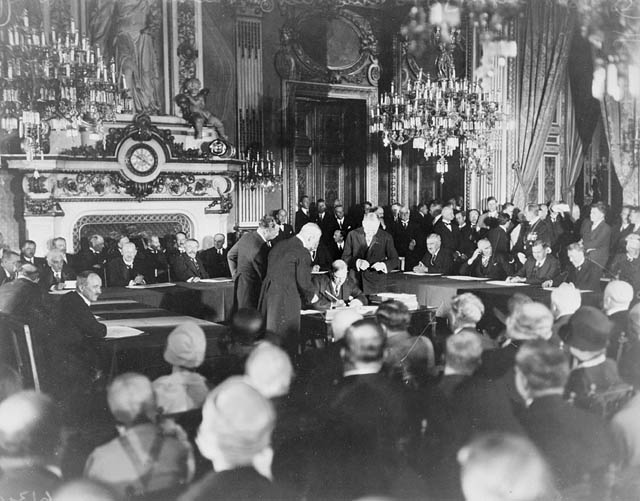
W.L. Mackenzie King, Premier ministre du Canada.
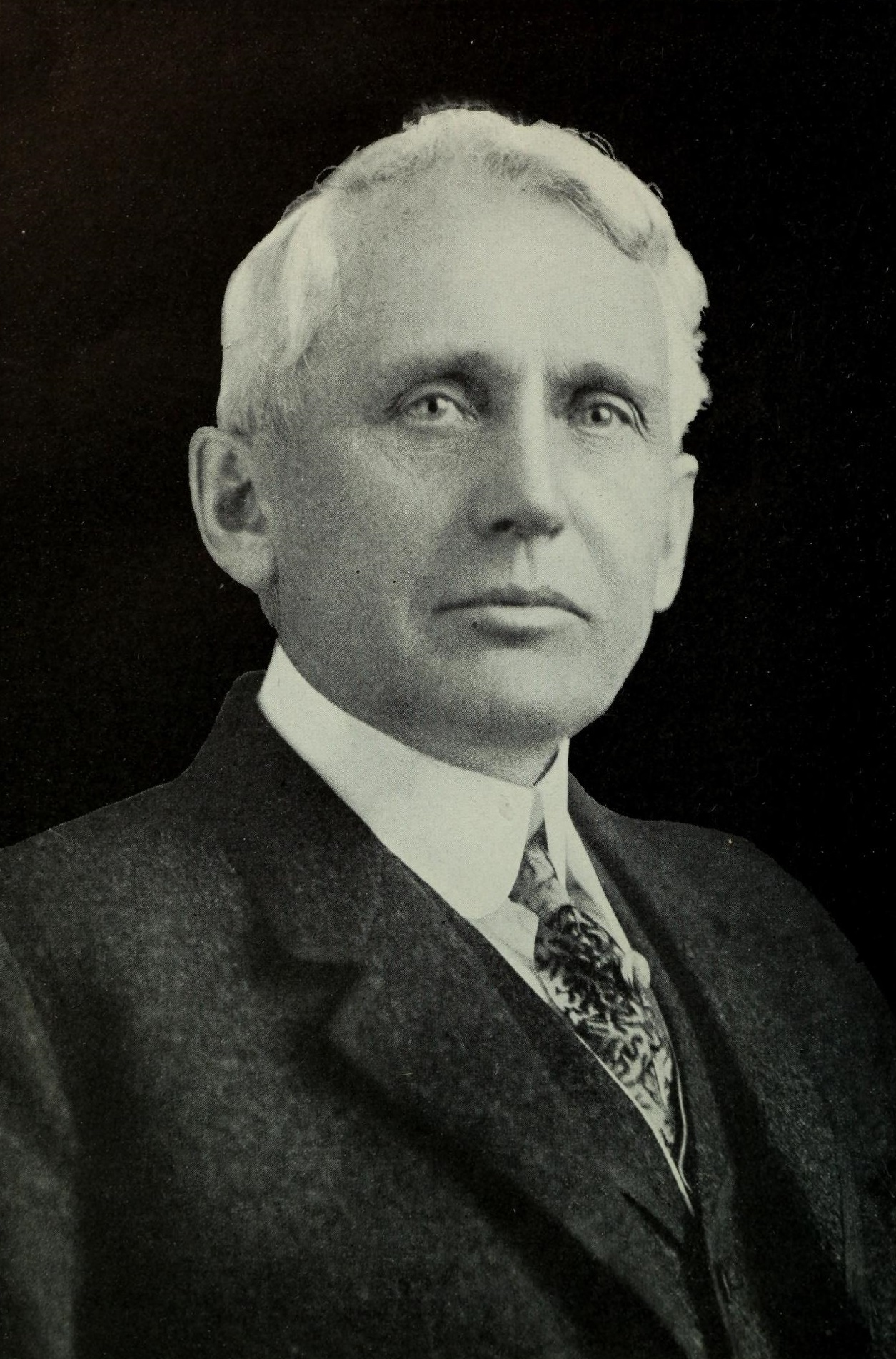
Frank B. Kellog (1856-1937)
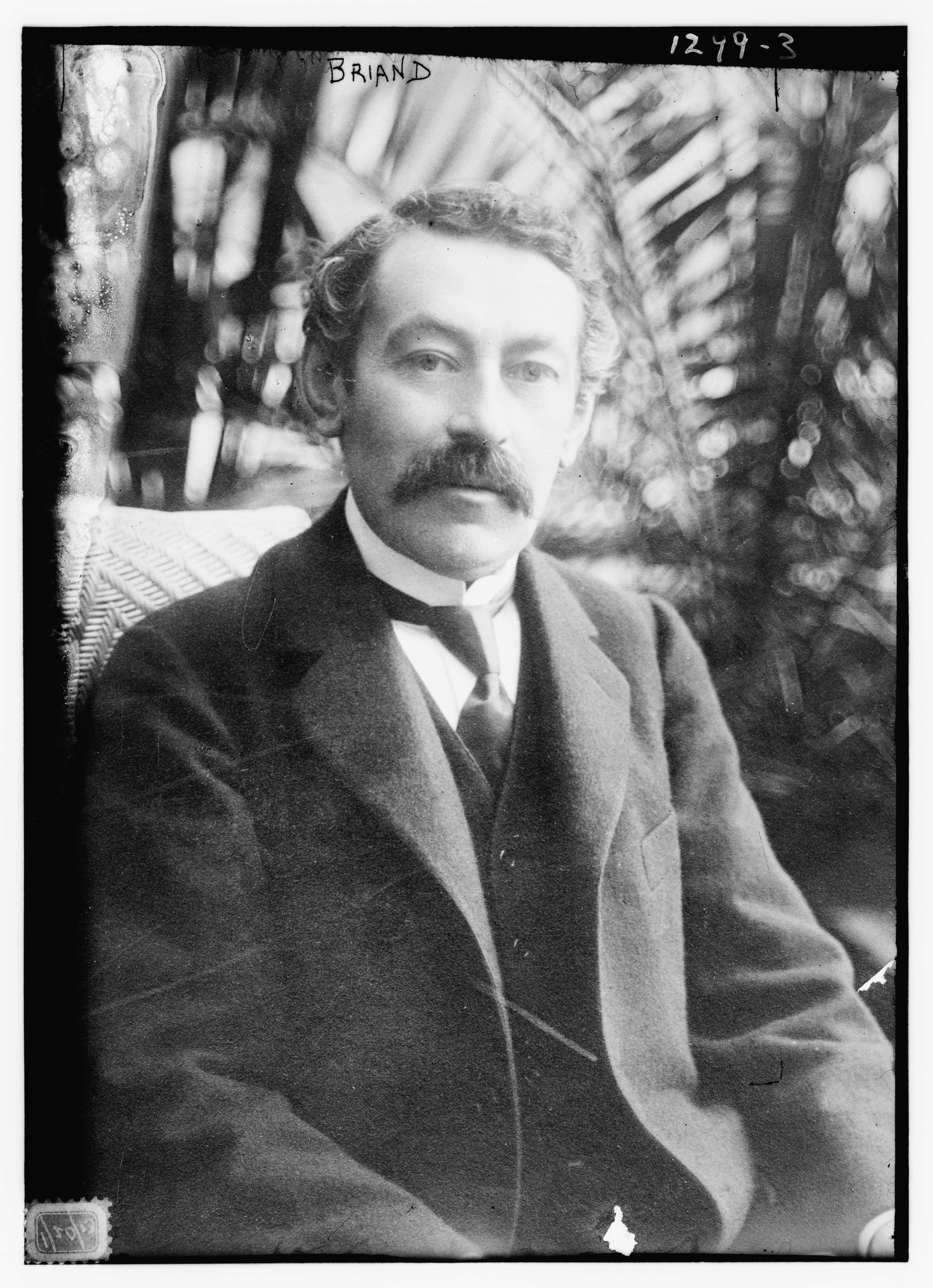
Aristide Briand (1862-1932)

### Festivités
La signature du traité mena à un concert et à un dîner dont le programme et le menu étaient respectivement :

#### Concert
- Soleil levant (marche) de Guillaume Balay
- Mireille (ouverture) de Charles Gounod
- Le roi de Lahore (valse) de Jules Massenet
- Ballet d'Isoline (4 parties) d'André Messager
- Menuet rose de Louis Ganne
- Marche héroïque de Camille Saint-Saëns

#### Dîner
- Crème de volaille Orsay
- Saumon de la Loire Richelieu
- Jambon de Prague à la provençale
- Chapon de Bresse et cailles de vigne au xérès
- Salade gauloise
- Haricots verts au beurre d'Isigny
- Glace diplomate
- Feuilletés
- Dessert

### Contenu, significations et limites

#### Contenu et significations
Kellogg, le secrétaire d'État américain, étend le champ d'application du pacte initié par Briand – qui devait initialement n'être qu'un simple pacte entre la France et les États-Unis – en proposant une renonciation universelle des États à la guerre, en la mettant « hors la loi ». La France accepte de s'associer à cette extension moyennant le maintien du droit de légitime défense, le respect des obligations imposées par la SDN et les accords de Locarno. Le texte du pacte se présente ainsi :
- « Article I : Les Hautes Parties contractantes déclarent solennellement au nom de leurs peuples respectifs qu'elles condamnent le recours à la guerre pour le règlement des différends internationaux et y renoncent en tant qu'instrument de politique nationale dans leurs relations mutuelles. »
- « Article II : Les Hautes Parties contractantes reconnaissent que le règlement de tous les différends ou conflits, de quelque nature ou de quelque origine qu'ils puissent être, qui pourront surgir entre elles, ne devra jamais être recherché que par des moyens pacifiques »[9].

Les États signataires renoncent ainsi à faire de la guerre un outil politique : ils s'engagent, à l'avenir, à régler leurs conflits de manière pacifique. Les guerres d'agression, en particulier, menées pour des intérêts nationaux, sont déclarées contraires au droit international.

#### Limites
Le pacte n'a pas réellement été initié pour proscrire la guerre. Le ministre français des Affaires étrangères, Aristide Briand, était soucieux, car la République de Weimar, après la Première Guerre mondiale, se renforçait progressivement et utilisait particulièrement ses bonnes relations avec les États-Unis pour consolider sa position au sein de l'Europe. Pour démontrer publiquement que la France avait également des relations exceptionnellement bonnes avec les États-Unis, il s'efforça de conclure un traité de droit international avec Kellogg. Ce qui est par la suite devenu le pacte Briand-Kellogg ne devait donc initialement être qu'un traité d'alliance, de paix, pour rassurer la France face à l'Allemagne renaissant de ses cendres.
Par ailleurs, le pacte Briand-Kellogg n'a pu être négocié et trouver un si grand écho aussi vite que parce qu'il laissait de côté trois difficultés essentielles :
Premièrement, ses termes s'appliquent à la guerre en tant que telle, et non précisément à une attaque illégale ou à une guerre d'agression avec une définition précise de ces expressions, étant donné que les partenaires de négociation n'ont réussi à s'entendre ni là-dessus, ni sur la détermination des exceptions du traité, et notamment le principe de légitime défense.
Dans les notes préparatoires, plusieurs exceptions sont partiellement citées explicitement et en partie suggérées. L'interprétation de ces exceptions, de ces réserves, est considérablement compliquée par le fait qu'aucune d'entre elles n'a été explicitement définie comme réserve au moment de la ratification, et ne serait donc une réserve au sens juridique du terme. Malgré tout, elles sont considérées comme telles par la grande majorité des juristes internationaux.
La réserve la plus importante, et de loin, est la légitime défense, que Kellogg décrit ainsi, dans la note décisive des États-Unis du 23 juin 1928 : « Every nation is free at all times and regardless of treaty provisions to defend its territory from attack or invasion and it alone is competent to decide whether circumstances require course to war in self-defense. » (« Chaque nation est libre, à tout moment et quelles que soient les dispositions des traités de défendre son territoire contre une attaque ou une invasion et elle est seule compétente pour décider si les circonstances exigent le recours à la guerre de légitime défense »). Les déclarations de Kellogg ne déterminent pas de manière explicite ni le moment où l'on considère qu'il y a légitime défense (après que l'attaque a déjà commencé, quand l'attaque est imminente, ou bien encore bien avant qu'elle n'ait lieu, à titre préventif), ni quels intérêts il convient de protéger (seulement des territoires nationaux particuliers, ou bien certains autres).
En dehors de l'auto-défense, et malgré toutes les ambigüités, d'autres exceptions apparaissent dans les domaines suivants :
- la doctrine Monroe des États-Unis, appliquée sur l'ensemble du continent américain, que Kellogg ne cita toutefois dans aucune note, car elle serait d'emblée couverte par le principe d'auto-défense ;
- avec une portée territoriale difficilement cernable, la « doctrine Monroe » britannique, définie ainsi, pour la première et la dernière fois (du moins en apparence) : « There are certain regions in the world the welfare and integrity of which constitue a special and vital interest of our peace and safety […] interference with these regions cannot be suffered. Their protection against attack is to British Empire a measure of self-defence » Il y a certaines régions du monde dont le bien-être et l'intégrité constitue un intérêt particulier et vital pour notre paix et notre sécurité […] Nulle interférence avec ces régions ne peut être tolérée. Leur protection contre des attaques est pour l'Empire britannique une mesure de légitime défense) ;
- les sanctions de la Société des Nations d'après l'article 16 des statuts de l'organisation ;
- les sanctions prévues par le pacte de Locarno, dont l'article 2 (qui comprenait l'interdiction de la guerre) pouvait sanctionner par la force armée certains États de fait ;
- les « traités de neutralité » (dans une note de la France du 14 juillet 1928), par lesquels la France réaffirmait ses traités d'alliance, controversés[14].

Par ailleurs, un grave défaut du pacte est le manque absolu de procédures de sanctions condamnant la violation des règles prescrites : le texte du traité se réfère à une certaine forme de sanction uniquement dans le préambule, qui stipule que « toute Puissance signataire qui chercherait désormais à développer ses intérêts nationaux en recourant à la guerre devra être privée du bénéfice du présent traité ». Cela pourrait correspondre à la perte d'avantages dans le cadre de représailles individuelles ou collectives de la part d'autres pays. Cette carence n'est pas isolée ; d'autres imprécisions sont à constater.
Selon l'article 2 du pacte, les différends doivent être réglés par des moyens pacifiques. Mais quels procédés de règlement des litiges par la négociation doit-on utiliser ? La question reste ouverte. Le pacte autorise également, dans son contenu, à laisser les différends sans solution, ce qui pose un problème sérieux : ne pas obliger deux parties à résoudre leurs conflits par la négociation, c'est ouvrir la voie, dans le futur, à un règlement bien moins pacifique du contentieux. Enfin, les critiques à propos du pacte portent aussi sur la définition des moyens pacifiques : tous les moyens qui ne sont pas formellement, strictement belliqueux, ou bien seulement les moyens non violents, demandent-ils.
Le pacte de Paris énonce donc des principes louables, à respecter de manière universelle, mais les formules utilisées dans le pacte n'apportent pas toutes les précisions qui seraient nécessaires à sa bonne application. Ces principes sont donc jugés, par un certain nombre de tendances politiques, comme utopiques, vains, et inapplicables. C'est le cas, par exemple, des députés allemands communistes (au sein du parti KPD) et d'extrême droite (regroupés dans divers partis, comme le NSDAP, parti d'Adolf Hitler, ou encore le DNVP) qui, pour des raisons bien différentes, traitent le pacte avec mépris et s'y opposent fermement. Dans la pratique, l'efficacité de ce pacte est assez contestable.

## Influence et conséquences

### Une influence directe limitée
Le pacte Briand-Kellogg n'a pas rempli son objectif de mettre fin à la guerre, et, dans ce sens, il n'a pas contribué directement à assurer la paix dans le monde. Il a été relativement inefficace dans les années qui ont suivi sa ratification. Mais outre son inefficacité, le pacte a eu quelques effets pervers : il a en particulier contribué à supprimer la distinction légale entre guerre et paix. Les signataires s'étant engagés à renoncer à la guerre, ils ont commencé à mener des guerres sans les déclarer officiellement comme telles. Certains exemples notables existent, mais, bien qu'il ait eu un impact certain, il ne faut pas surestimer le rôle du pacte Briand-Kellogg dans la décision des États de ne pas déclarer la guerre malgré des interventions militaires de fait, car d'autres facteurs ont pu inciter les États à mener des guerres non déclarées. C'est le cas, par exemple, des conventions de La Haye de 1907 exposant les nations à des sanctions financières, dans le cas où il y aurait des blessés et/ou des morts au cours de conflits armés se déroulant sous le régime juridique de la guerre sur terre. Parmi ces exemples, on peut citer l'intervention des États-Unis en Amérique centrale et l'invasion japonaise de la Mandchourie en 1931, l'invasion italienne de l'Abyssinie en 1935, l'invasion soviétique de la Finlande en 1939, puis les invasions allemande et soviétique de la Pologne qui marquèrent le début de la Seconde Guerre mondiale, et par conséquent, la fin des espoirs de paix suscités par le pacte Briand-Kellogg quelques années auparavant.

### Portée du pacte Briand-Kellogg
Néanmoins, le pacte est significatif dans l'histoire du droit international, puisqu'il a représenté après la Seconde Guerre mondiale le fondement juridique, bien que très controversé, pour les accusations de « crime contre la paix » contre des Allemands au procès de Nuremberg.
Dans la politique extérieure des États-Unis, le pacte a connu une continuation à travers la doctrine Hoover-Stirnson de 1932, à propos de l'occupation japonaise de la Mandchourie en Chine du Nord-Est : le président Hoover a alors refusé de cautionner l'occupation japonaise de la Mandchourie, car les changements dans l'ordre international avaient été provoqués par la force des armes, et étaient donc en contradiction avec le pacte Briand-Kellogg. La doctrine Hoover-Stirnson dit que ces changements ne peuvent être reconnus diplomatiquement sans l'aval de la SDN. La loi du prêt-bail américain, en 1941, mise en place pour venir en aide aux victimes d'une agression, va également dans le sens du pacte.
La Charte des Nations unies, signée en 1945 à la fin de la Seconde Guerre mondiale, va au-delà de la simple interdiction de la guerre d'agression du pacte Briand-Kellogg, en établissant, dans l'article 2-numéro 4, une interdiction générale de la violence. Grâce à cela, aujourd'hui, non seulement la guerre est contraire au droit international, mais aussi toute utilisation de la violence dans les relations internationales. Un exemple concret : les représailles physiques, qui étaient encore tolérées par le pacte Briand-Kellogg, sont désormais proscrites par l'article 2-4 de la Charte. L'exception actuelle à l'interdiction générale de la violence dans la Charte des Nations unies demeure le droit à la légitime défense accordé par l'article 51 de la charte, sur lequel les États peuvent s'appuyer en cas d'agression armée, jusqu'à ce que le Conseil de sécurité statue.
Enfin, le pacte Briand-Kellogg a valu à Frank Billing Kellogg le prix Nobel de la paix en 1929. Il ne fut pas attribué une deuxième fois à Aristide Briand, qui l'avait déjà reçu en 1926 avec Gustav Stresemann, mais il y fut associé.